# ردود الفعل الدولية على الحرب الأهلية الليبية (2011)
في البداية كانت الردود الدولية على ما يجري في ليبيا خجولة ومترددة إلى حد كبير، وذلك على الأرجح خوفاً من تأزم العلاقة مع النظام الليبي إن استطاع إعادة السيطرة على الوضع، ولكن بعد ارتفاع عدد الضحايا والتعتيم الإعلامي من قبل السلطات الليبية أدانت (في 20/2/2011 م) بريطانيا وفرنسا والولايات المتحدة قمع السلطات الليبية للمحتجين المطالبين بالديمقراطية، وحثتها على بدء الحوار معهم وتنفيذ إصلاحات. في المقابل هددت ليبيا بوقف التعاون في مجال الهجرة غير الشرعية إذا شجعت أوروبا الاحتجاجات المؤيدة للديمقراطية.

## الدول

### الدول العربية
- قطر: في أول رد فعل عربي على ما يجري في ليبيا، قال مصدر مسؤول في الخارجية القطرية في 21 فبراير أن قطر تتابع بقلق بالغ الأحداث الجارية في ليبيا، خصوصا ما تردد من أنباء عن استخدام السلطات الليبية للطيران والأسلحة النارية في مواجهة المدنيين. كما إنها في الوقت الذي تعبر فيه عن الحزن والأسى لسقوط ضحايا، فإنها تعبر عن إدانتها واستيائها لاستخدام القوة، وتطالب السلطات الليبية بالتوقف عن ذلك والعمل على حقن الدماء.[3] قال رئيس مجلس وزراء قطر وزير خارجيتها الشيخ حمد بن جاسم في 23 فبراير أن بلاده لا تريد عزل ليبيا لكنها ترفض استخدام القوة ضد المتظاهرين، داعيا إلى ضرورة وقف العنف "بأسرع وقت ممكن".[4] كرر أمير دولة قطر الشيخ حمد بن خليفة آل ثاني نفس الرسالة داعيا العقيد معمر القذافي أن يساهم بأسرع وقت ممكن في إيجاد حل للوضع في ليبيا ومنع استباحة المزيد من الدماء.[5] في مؤتمر صحفي مع نظيره الإسباني خوسيه ثاباتيرو عقد بالدوحة الاثنين 28/2/2011 م قال رئيس الوزراء وزير الخارجية القطري حمد بن جاسم بن جبر آل ثاني أن على العقيد الليبي معمر القذافي أن يتخذ ما وصفه بالقرار الشجاع ليجنب ليبيا كثيرا من هدر الدماء والأموال. وأضاف أنه لم يفت الأوان لاتخاذ القذافي مثل هذا القرار، ولا يمكن أن ينتصر أحد غير الشعب الليبي".[6]
- فلسطين: قالت حركة المقاومة الإسلامية (حماس) في 22 فبراير أنها تدين وتستنكر بشدة قيام النظام في ليبيا بمواجهة أبناء الشعب الليبي الذين خرجوا في مسيرات سلمية، واستهدافهم وقصفهم بالطائرات الحربية والمدافع وتنفيذ مجازر جماعية بشعة ضدهم.[7]
- الجزائر: أعلنت السلطات الجزائرية حالة تأهب قصوى تحسّبا لأي طارئ في ظل الأحداث التي تشهدها ليبيا.[8]
- الأردن: عبرت الحكومة الأردنية يوم 22/2 عن رفضها لاستهداف المدنيين في ليبيا واستخدام الطائرات الحربية والمدفعية الثقيلة ضدهم. وأكدت أن إراقة دماء أبناء الشعب الليبي الشقيق يجب أن تتوقف فورا.[9]

كما أصدرت هيئة الأوراق المالية الأردنية يوم الجمعة 11/3 بيانا مرسل إلى بورصة عمان استند إلى كتاب مقدم من وزير الخارجية الأردني اشار فيه إلى المادة 25 من القرار الأممي الذي يدعو جميع الدول الأعضاء ان تقدم إلى اللجنة في غضون 120 يوماً تقارير عن الخطوات التي اتخذتها لتنفيذ فقرات القرار تنفيذاً فعالاً بتجميد ارصدة القذافي وعائلته.

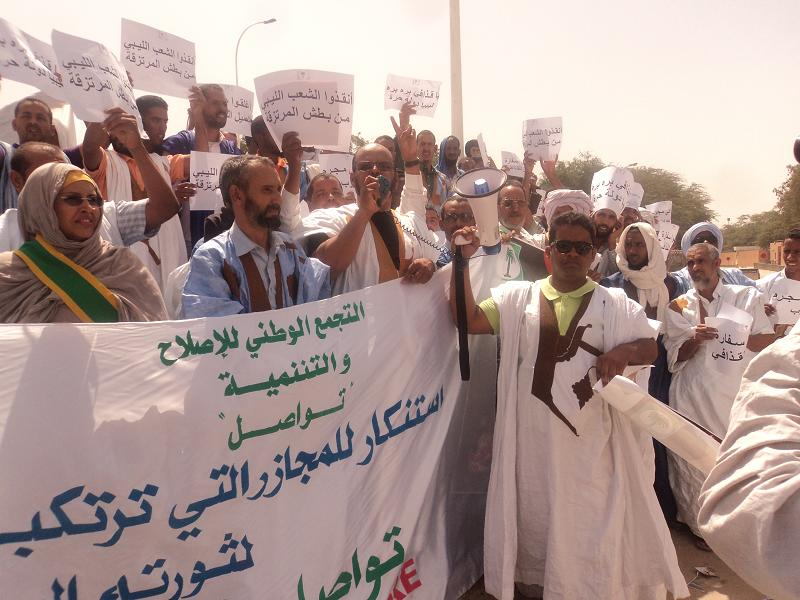
وقفة تضامنية في موريتانيا

- موريتانيا: بعد مطالبات وضغوط من قبل القوى والأحزاب السياسية الداعية إلى إصدار موقف قوي وسريع من أحداث ليبيا، قالت الحكومة الموريتانية في 23 فبراير أنها «تتابع بقلق وانشغال كبيرين ما تشهده ليبيا الشقيقة منذ أيام من أعمال قتل وإراقة دماء»، وطالبت «بوضع حد فوري للاستخدام المفرط للقوة»، كما دعت كل الأطراف إلى «ضبط النفس وتحكيم العقل وإيجاد الحلول المناسبة للمشاكل التي يشهدها البلد».[11]
- مصر: أكد وزير الخارجية في الحكومة المصرية المؤقتة أحمد أبو الغيط يوم الأحد 27 فبراير، أن الحكومة المصرية لاتدعم أي خيار يؤدي إلى التدخل بالشؤون الليبية الداخلية عسكريا، لكنه في نفس الوقت حث السلطات الليبية على وقف العنف هناك. كما حثها على مساعدة الحكومة المصرية على إجلاء المصريين العاملين في ليبيا.[12]

### أمريكا الشمالية والجنوبية
- الولايات المتحدة: أعرب الرئيس الأميركي باراك أوباما في 18 فبراير عن قلقه العميق من الأحداث الجارية في ليبيا.[13] نددت وزيرة الخارجية الأميركية هيلاري كلينتون في 22 فبراير بحملة القمع العنيفة ضد المحتجين ودعت إلى وقف إراقة الدماء في ليبيا، وحثت الحكومة الليبية على إنهائها على الفور.[14] في أول تصريح علني له حول الأحداث، وصف الرئيس الأميركي باراك أوباما في 23 فبراير المعاناة وسفك الدماء التي تسببت بها السلطات الليبية لمواطنيها بأنها عمل مشين وخارج عن الأعراف الدولية، مؤكدا أنه يدرس مع مستشاريه لشؤون الأمن القومي عدة خيارات للتعامل مع الأزمة.[15] قال الرئيس الأميركي باراك أوباما في 26 فبراير وفي اتصال مع المستشارة الألمانية أنغيلا ميركل أن على الزعيم الليبي معمر القذافي أن يتنحى الآن. وأضاف أنه حينما لا تكون لدى زعيم من وسائل البقاء إلا استخدام العنف الشامل ضد شعبه فقط فإنه قد فقد الشرعية في أن يحكم وينبغي أن يفعل الشيء الصواب للبلاد من خلال المغادرة الآن".[16] في خطاب أمام مجلس حقوق الإنسان التابع للأمم المتحدة في جنيف قالت وزيرة الخارجية الأميركية هيلاري كلينتون يوم الإثنين 28 فبراير أن جميع الخيارات مطروحة للتعامل مع الوضع في ليبيا، ودعت العقيد معمر القذافي للرحيل فورا، في حين أكد البيت الأبيض أن المنفى هو ضمن الخيارات المطروحة أمام القذافي.[17]
- كندا: دعت كندا ليبيا في 19 فبراير إلى إجراء «حوار سلمي» مع المتظاهرين وعبر وزير خارجيتها لورانس كانون عن «قلقه البالغ» من القمع الذي تمارسه السلطات ضدهم. أدانت كندا في 21 فبراير وبلهجة حازمة استخدام «القوة الدامية» ضد المتظاهرين الأبرياء في ليبيا.[13] وطلب رئيس الوزراء الكندي ستيفن هاربر في 25 فبراير من مجلس الأمن الدولي اللجوء إلى المحكمة الجنائية الدولية للتحقيق في «التجاوزات» المرتكبة في ليبيا من جانب نظام القذافي.[18]
- بيرو: أعلن رئيس بيرو آلن غارسيا في 22 فبراير أن «بيرو ستجمد كل العلاقات الدبلوماسية مع ليبيا إلى أن يتوقف العنف ضد الشعب» لتصبح بيرو أول دولة تتخذ مثل هذا الإجراء.[19]
- فنزويلا: دعا الرئيس الفنزويلي هوغو شافيز في كلمة أذاعها التلفزيون الفنزويلي على الهواء يوم الإثنين 28 فبراير إلى تكوين لجنة دولية للوساطة بين العقيد معمر القذافي والثوار لحل الأزمة القائمة في ليبيا، وحذر من تدخل عسكري أميركي في هذا البلد. وقال شافيز «إن الجميع يصف القذافي بالقاتل، وهم يريدونني أن أفعل الشيء نفسه، لكنني لن أحكم عليه قبل معرفة تفاصيل ما جرى، فالقذافي صديقي منذ زمن بعيد».[20] وفي يوم الثلاثاء 1 مارس/آذار اقترح الرئيس الفنزويلي هوغو شافيز مسعى دوليا للوساطة قصد إيجاد حل سلمي للانتفاضة الشعبية في ليبيا. وقال شافيز أنه ناقش الفكرة بالفعل مع بعض أعضاء تكتل «ألبا» الذي يضم دولا يسارية في أميركا اللاتينية ومع دول أخرى في أوروبا وأميركا. وأضاف في كلمة أذاعها التلفزيون الفنزويلي على الهواء «آمل أن نتمكن من إيجاد لجنة تذهب إلى ليبيا للتحدث مع الحكومة وزعماء المعارضة.. نريد حلا سلميا.. نحن ندعم السلام في العالم العربي والعالم بأسره».[21]

### أوروبا
- فرنسا: أدان الرئيس الفرنسي نيكولا ساركوزي في 21 فبراير «الاستخدام غير المقبول للقوة» ضد المتظاهرين في ليبيا، وطالب «بالوقف الفوري» لأعمال العنف داعيا إلى «حل سياسي يلبي توق الشعب الليبي إلى الديمقراطية والحرية».[22] ثم صرح ساركوزي في 25 فبراير قائلا «السيد القذافي يجب أن يرحل» وأضاف «فيما يتعلق بتدخل عسكري ستنظر فرنسا في أي مبادرة من هذا النوع بحذر وتحفظ بالغين».[23]
- المملكة المتحدة: أعلنت الحكومة البريطانية في 18 فبراير أنها قررت إلغاء أكثر من 50 رخصة لتصدير الأسلحة إلى مملكة البحرين وليبيا في ضوء التعامل العنيف مع الاحتجاجات التي أسفرت عن مقتل العديد من الأشخاص في البلدين.[24] فيما وصف وزير الخارجية وليام هيغ في 19 فبراير قمع المتظاهرين الليبيين بأنه «مروع وغير مقبول». كما دعا هيغ السلطات الليبية إلى «وقف استخدام القوة ولجم الجيش في مواجهة المتظاهرين» وطالب الزعيم الليبي معمر القذافي باحترام حقوق الإنسان الأساسية الذي رأى أنه لا يوجد مؤشر على ذلك من خلال ما وصفه برد الفعل الرهيب والمفزع للسلطات الليبية تجاه هذه الاحتجاجات، وحذر من أن العالم يراقب ما يحدث في هذا البلد. وانتقد تقييد التغطية الإعلامية.[2] قال وزير الخارجية البريطاني وليام هيغ في 27 فبراير أن الحكومة البريطانية سحبت الحصانة الدبلوماسية في بريطانيا من الزعيم الليبي معمر القذافي وهدد النظام الليبي بتقديم المسؤولين عن «الفظائع المروعة» أمام القضاء لمحاسبتهم.[25]
- إيطاليا:
  - قال رئيس الوزراء الإيطالي سلفيو برلسكوني في 19 فبراير إن الوضع غامض في ليبيا وأنه لا يريد «إزعاج» الزعيم الليبي معمر القذافي بشأن حركة الاحتجاجات[1]، وهو التصريح الذي هاجمته المعارضة ووصفته بـ«المخيف» داعين في المقابل لإدانة بـ«وضوح وقوة» للقمع في ليبيا.[26] ولكن بعد أن تعرض لانتقادات لالتزامه الصمت خلال الأزمة، ندد برلسكوني في 21 فبراير بالعنف الذي تمارسه القوات الليبية بحق المدنيين ووصفه بأنه «غير مقبول».[14] نفى سيلفيو برلسكوني تهمه تزويد المحتجين بالصواريخ في اتصال هاتفي بالقذافي في 22 فبراير بعدما وجه القذافي هذا الاتهام للولايات المتحدة وإيطاليا، كما دعا برلسكوني القذافي للتوصل إلى حل سلمي للأوضاع المضطربة في ليبيا.[27]
  - علقت إيطاليا في 27 فبراير اتفاقية مع ليبيا تتضمن مادة تنص على عدم العدوان، وكان البلدان قد توصلا عام 2008م إلى معاهدة الصداقة التي سوت حسابات أكثر من 30 عاما من الاستعمار الإيطالي لليبيا. وفي إشارة إلى فقدان القذافي أحد أقرب حلفائه في أوروبا، اعتبر وزير الخارجية الإيطالي فرانكو فراتيني أن سقوط القذافي أصبح «حتميا».[28]
- فنلندا: قال وزير الخارجية الفنلندي ألكسندر ستوب في 21 فبراير إن الاتحاد الأوروبي يجب أن يبحث فرض عقوبات على القذافي وأسرته ومسؤولي الحكومة وتساءل «كيف يمكن لنا من ناحية أن ننظر إلى ما يحدث في ليبيا حيث قتل نحو 300 شخص بالرصاص، ولا نتحدث عن توقيع عقوبات أو حظر سفر على سبيل المثال على القذافي».[22]
- ألمانيا: صرح وزير الدولة الألماني للشؤون الأوروبية فيرنر هوير في 21 فبراير أنه «يتعين على الاتحاد الأوروبي ألا يسمح لنفسه بأن يتم ابتزازه» على ضوء تهديد ليبيا بعدم التعاون مع أوروبا في وقف الهجرة غير الشرعية إلى الاتحاد الأوروبي إذا لم تتوقف أوروبا عن الدفاع عن المحتجين المناهضين للحكومة.[بحاجة لمصدر] انتقدت المستشارة الألمانية أنغيلا ميركل في 22 فبراير خطاب القذافي الثاني ووصفته بأنه «مرعب جدا»، وهددت بأن ألمانيا ستؤيد فرض عقوبات على ليبيا إذا لم يتوقف القذافي عن ممارسة العنف.[29] كما انضمت ميركل في 27 فبراير لأصوات قادة الدول الغربية المطالبة بتنحي القذافي، مؤكدة أن قرار رحيله قد «حان منذ فترة طويلة».[28]
- جمهورية التشيك: اعتبر وزير الخارجية التشيكي كاريل شوارزنبرغ في 21 فبراير أن سقوط القذافي سيؤدي إلى «كوارث». [بحاجة لمصدر] فيما طالب رئيس الوزراء التشيكي بيتر نيكاس في 27 فبراير بإنهاء أعمال العنف في ليبيا، واصفا استخدام القوة ضد المدنيين بأنه انتهاك خطير لحقوق الإنسان.[25]
- لوكسمبورغ: قال وزير خارجية لوكسمبورغ جان أسلبورن في 21 فبراير «لقد أرسل القناصة لإطلاق النار على الناس الذين يحضرون أي جنازة، أو يعبرون عن رأيهم الحر بأنهم يريدون دورا أكبر في إدارة شؤون بلادهم، ونحن لا يمكن أن نضطر إلى التعاون مع نظام يطلق النار على شعبه».
- روسيا:

1. 21/2/2011 م: دعت وزارة الخارجية الروسية كافة الأطراف في ليبيا إلى إيجاد حل سلمي عبر الحوار الوطني لوضع حد لأعمال العنف الدامية التي تجتاح البلاد منذ أسبوع. وخلافا لدول أخرى، مثل الولايات المتحدة وفرنسا وبريطانيا، لم تتقدم روسيا بأي احتجاج ضد عملية القمع العنيفة للمظاهرات في ليبيا.[22]
2. 22/2/2011 م: قال الرئيس الروسي دميتري ميدفيديف: «هذه الدول ليست بسيطة ومن الوارد أن تحدث تطورات معقدة من ضمنها وصول المتشديدين إلى السلطة، دعونا ننظر في عين الحقيقة» وحذر أيضا من «عقود من عدم الاستقرار» في المنطقة.[30]
3. 22/2/2011 م: عبرت الخارجية الروسية عن قلقها من تطورات الموقف في ليبيا، داعية السلطات في هذا البلد للكف عن استخدام القوة لتفريق المحتجين وأن القوة لا تشكل مخرجا للأزمة الراهنة في ليبيا بل من شأنها أن تزيد من تفاقم الأوضاع.[27]
4. 1/3/2011 م: انضمت روسيا إلى الأصوات الداعية لضرورة تنحي العقيد معمر القذافي عن حكم ليبيا، وقالت وكالة إنترفاكس الروسية للأنباء إن مصدرا في الكرملين لمح اليوم إلى ضرورة تنحي العقيد معمر القذافي، ووصفه بأنه «جثة سياسية متحركة لا مكان لها في العالم المتحضر». ونادرا ما تنتقد روسيا حكاما شموليين، لكن الرئيس ديمتري ميدفيديف ندد الأسبوع الماضي باستخدام القذافي للعنف ضد المحتجين، ودعا إلى الإطاحة به وقال إن استمرار إراقة الدماء سيكون جريمة بموجب القانون الدولي.[21]
5. 7/3/2011 م: أعلن وزير الخارجية الروسي سيرغي لافروف أن بلاده تعارض التدخل العسكري الخارجي في ليبيا. وأوضح في مؤتمر صحفي عقده بمدينة كالينينغراد موقف بلاده الثابت من الشأن الليبي قائلاً أن «روسيا تعارض التدخل الأجنبي وخاصة العسكري وسيلة لحل الأزمة في ليبيا»، مضيفًا أن «على الليبيين أن يحلوا مشاكلهم بأنفسهم».[31]

### آسيا
- تركيا:

1. 21/2/2011 م: عبّر الرئيس التركي عبد الله غل عن القلق بشأن الانتفاضة الحاصلة في ليبيا والتي تحولت إلى دموية، داعياً كل الحكام إلى تلبية مطالب شعوبهم. ونقلت وكالة أنباء الأناضول التركية عن غل قوله للصحفيين في إسطنبول إننا نراقب عن كثب وبقلق ما يحصل في ليبيا. ومن المحزن سماع تقارير عن وقوع قتلى، مضيفاً بالتأكيد على كل الحكام الاستماع لمطالب شعوبهم.
2. 22/2/2011 م: حذر رئيس وزراء تركيا رجب طيب أردوغان السلطات الليبية من مغبة استخدام العنف لقمع المظاهرات والاحتجاجات المناوئة للنظام ودعاها أيضا إلى ضمان أمن الرعايا الأجانب المقيمين في ليبيا. وأكد أنه اتصل بالقذافي مرتين ونصح الحكومة الليبية بتجنب «تأجيج الدم» وأنه من غير الممكن «لحكومة تلجأ للعنف ضد شعبها وتتجاهل مطالبهم وتظل متبلدة الشعور تجاه تطلعاتهم أن تبقى في السلطة».[27]
3. 27/2/2011 م: دعا رئيس الحكومة التركية رجب طيب أردوغان المجتمع الدولي إلى عدم مقاربة الوضع في ليبيا على أساس النفط بل على أساس الضمير والقوانين والقيم الإنسانية العالمية. وحث رئيس الحكومة التركي الدول والزعماء على التخلي عن المعايير المزدوجة والتصرف بأسلوب مبدئي ومتماسك، داعيا المجتمع الدولي لإيجاد علاج يضع حداً لمعاناة الشعب الليبي.[25]

- الصين:

1. 22/2/2011 م: أبدت الخارجية الصينية على لسان الناطق الرسمي باسمها قلقها البالغ بشأن التطورات الجارية في ليبيا دون أن تنتقد بشكل صريح قيام الأمن الليبي بقمع المحتجين أو ذكر الرئيس القذافي بالاسم، واكتفت بالدعوة إلى القيام بما يلزم لعودة الاستقرار إلى ليبيا.[14]
2. 1/3/2011 م: دعا الناطق باسم وزارة الخارجية الصينية جانغ يو إلى إنهاء العنف في ليبيا، وقال «إنه من الملح الآن وقف العنف وسقوط المزيد من الضحايا، ونأمل أن يؤدي المجتمع الدولي دورا بناء في إعادة الاستقرار إلى ليبيا في أسرع وقت ممكن».[21]
3. 12/3/2011 م: أبدت الصين نوعا من التريث في التعاطي مع الأزمة الليبية، داعية إلى ترك بلدان الشرق الأوسط تحل مشكلاتها دون تدخل خارجي، ودعت بكين إلى حل الوضع في ليبيا سلميا من خلال الحوار، وطالبت باحترام سيادة ووحدة أراضي ليبيا على الرغم من قولها إنها ستستمع إلى وجهات نظر دول الشرق الأوسط الأخرى بشأن هذه القضية.[32]

- إيران:

1. 22/2/2011 م: حملت إيران العقيد معمر القذافي مسؤولية الحفاظ على حياة رئيس المجلس الإسلامي الشيعي في لبنان الإمام موسى الصدر الذي اختفى في ليبيا عام 1979 م. ودعت إلى تدخل الأمم المتحدة للإفراج عنه وعن رفيقيه. وأكد أحمد موسوي مستشار الرئيس الإيراني أن الإمام موسى الصدر ورفيقيه لا يزالون أحياء في ليبيا، محملا القذافي كامل المسؤولية بهذ الشأن. وناشد أبناء الشعب الليبي الذي وصفه بالأبي بالإبلاغ عن أي معلومة تساعد في الإفراج عن هؤلاء الذين قال إنه تم اختطافهم وتغييبهم منذ حوالي ثلاثة عقود. (ويشار إلى أن موسى الصدر سافر إلى ليبيا في 25 أغسطس/آب 1978 بدعوة رسمية منها يرافقه مساعده الشيخ محمد يعقوب والصحفي عباس بدر الدين. وشوهد في ذلك البلد للمرة الأخيرة في 31 أغسطس/آب، ثم انقطعت منذ ذلك الحين أخبار الثلاثة).[33]
2. 2/3/2011 م: حذر الرئيس الإيراني محمود أحمدي نجاد من أي تدخل عسكري في ليبيا، قائلاً أن الدول الغربية لا يتعين عليها أن تستفيد من الثورة الشعبية في ليبيا لتحويل البلاد إلى قاعدة عسكرية. وبدوره أعرب المتحدث باسم الخارجية الإيرانية رامين مهمانبرست عن استعداد بلاده لتقديم مساعدة لليبيا. قائلا «لقد أعلنا أننا مستعدون لتقديم أي نوع من المساعدة ويمكن أن نستقبل أيضا المصابين».[34]

- الهند: 23/2/2011 م: وصف بيان لوزارة الخارجية الهندية استخدام القوة في ليبيا بأنه غير مقبول، وطالب بوقفه فوراً معربا عن قلق الحكومة الهندية من التطورات الراهنة في ليبيا وما أسفر عنها من سقوط عدد كبير من القتلى والجرحى في صفوف المدنيين.[35]
- أستراليا:

1. 23/2/2011 م: وصف وزير الخارجية الأسترالي كيفن رود الزعيم الليبي بأنه دكتاتور خارج عن السيطرة، مطالباً بفرض عقوبات على ليبيا. وشن رود هجوما حادا أمام البرلمان الفدرالي في كانبرا على القذافي وتحديدا وصفه المتظاهرين بأنهم «جرذان لا بد من تطهير البلاد منهم»، معتبرا أن هذه الكلمات لا تصدر عن قائد سياسي مسؤول بل عن دكتاتور فقد السيطرة. وأشار إلى أن أستراليا سجلت إدانتها رسمياً لتصريحات القذافي وأعربت عن دعمها لمطالبة مجلس الأمن الدولي الحكومة الليبية بحماية شعبها والسماح بدخول مراقبين دوليين لحقوق الإنسان.[35]
2. 27/2/2011 م: أعلنت الحكومة الأسترالية اليوم فرض عقوبات على معمر القذافي و21 شخصا من المقربين منه تشمل حظرا على دخول الأراضي الأسترالية، ومنع الأستراليين شركات وأفرادا من القيام بأي تعامل مع الأسماء الواردة في لائحة العقوبات.[25]

### أفريقيا
تأخرت كثيراً جداً ردود الفعل الأفريقية إلى أن خرجت أخيراً السنغال عن صمتها في 25/2/2011 م ونددت بقمع المتظاهرين واستخدام العنف. وربما يعود السبب إلى أن معمر القذافي يعتبر نفسه ملك ملوك أفريقيا.
- السنغال: 25/2/2011 م: خرجت الحكومة السنغالية عن صمتها لتعلن في بيان رسمي تنديدها بقمع المتظاهرين الليبيين واستخدام العنف المفرط ضدهم. ويأتي موقف الحكومة السنغالية بعد حملة ضغوط إعلامية وسياسية وحقوقية مورست عليها في الأيام الأخيرة لإعلان موقف رسمي مساند للثورة الليبية باسم الشعب السنغالي من جهة، ولرفع اللبس عن «مساندة» الرئيس عبد الله واد للعقيد القذافي، التي أعلنتها وسائل الإعلام الليبي الرسمية من جهة أخرى.[36] وتحتل الثورة الليبية مساحة واسعة في الإعلام السنغالي المستقل، إذ تتصدر أحداث الثورة العناوين الرئيسية للصحف والمواقع الإلكترونية. وتركز تغطية الإعلام السنغالي على المجازر الوحشية ضد المحتجين في ليبيا، إضافة إلى قضية المرتزقة الأفارقة الذين يقاتلون إلى جانب القذافي، وتفرج القادة الأفارقة على ممارسات النظام الليبي. كما بدأ الإعلام فتح تقارير عن دور العقيد القذافي في زعزعة الاستقرار والسلم في أفريقيا، من خلال دعم وتسليح حركات التمرد، وتورطه في العديد من الانقلابات العسكرية. ولا تفوت الصحف فرصة لتسليط الضوء على الحالة النفسية والسلوكية التي يعيشها القذافي حاليا بلغة الرسوم الساخرة (الكاريكاتير).[36]

## المنظمات الدولية
- المنظمة العربية لحقوق الإنسان: 19/2/2011 م: عبرت المنظمة العربية لحقوق الإنسان عن إدانتها الشديدة لما أسمتها المذابح التي يتعرض لها المحتجون في ليبيا. وطالبت المنظمة السلطات الليبية بالكف عن «أعمال القتل والترويع فورا والإفراج عن المعتقلين». ودعت كذلك إلى إجراء تحقيق دولي في المذابح التي تجري في ليبيا، «بعد أن فشلت كل الجهود منذ عام 1996 في إجراء تحقيق جدي في المذابح التي راح ضحيتها أكثر من 1200 شخص في سجن أبو سليم».[37]
- منظمة أصدقاء الإنسان الدولية: 20/2/2011 م: طالبت منظمة «أصدقاء الإنسان الدولية» التي تتخذ من فيينا مقرًّا لها، السلطات الليبية بـ«الوقف الفوري للجرائم التي ترتكب بحق المحتجين في مختلف أنحاء ليبيا، خاصة في مدينة بنغازي». ولفتت المنظمة النظر إلى أن تعريف جريمة الحرب في القانون الدولي، يسمح بتفسيرات كثيرة، إحداها يقول إنه «هجوم عشوائي على مدنيين».[38]
- مراقبة حقوق الإنسان:

1. 20/2/2011 م: طالبت هيومن رايتس ووتش الدول العربية والاتحاد الأفريقي والاتحاد الأوروبي والولايات المتحدة والحكومات الأخرى التي تربطها صلات بليبيا إلى المطالبة العلنية بوضع حد للاستخدام غير القانوني للعنف ضد المتظاهرين السلميين. كما طالبت المنظمة بإعلان أن المسؤولين عن الانتهاكات الجسيمة للقانون الدولي لحقوق الإنسان يجب أن يخضعوا بأنفسهم للمساءلة. وقالت المديرة التنفيذية لقسم الشرق الأوسط وشمال أفريقيا في المنظمة سارة ليا ويتسن إن «هناك كارثة إنسانية تحدث هذه اللحظة في ليبيا، مع مقاومة المتظاهرين بجرأة للرصاص والموت لثالث يوم على التوالي. ليبيا تحاول حجب المعلومات تماماً عن العالم الخارجي، لكن لا أحد يقدر على إخفاء مذبحة».[39]
2. 20/2/2011 م: دعت منظمة هيومن رايتس ووتش إلى محاسبة المسؤولين عن قتل المدنيين في ليبيا، بمن فيهم الزعيم معمر القذافي نفسه، ونقلت عن مصادر في مستشفيين بطرابلس أن 62 قتيلا على الأقل أحضروا إلى المستشفيين منذ 20 فبراير/شباط.[40]
3. 25/2/2011 م: حثت منظمة هيومن رايتس ووتش رئيس الوزراء الإيطالي سيلفيو برلسكوني على استغلال العلاقة القوية التي تربطه بالزعيم الليبي معمر القذافي للمساعدة في حماية المتظاهرين من الهجمات غير القانونية التي تشنها عليهم قوات الأمن الليبية. وقالت جوديث سوندرلاند -وهي باحثة أولى في هذه المنظمة الحقوقية- «كانت الحكومة الإيطالية بطيئة لدرجة انعدام الضمير في إدانة إراقة الدماء في ليبيا، لا يوجد عذر محتمل لعدم التعليق بجدية على ضرورة حماية المتظاهرين الليبيين ومنع العنف في المستقبل».[41]
4. 14/3/2011 م: نددت منظمة هيومن رايتس ووتش بما سمتها عمليات قمع واعتقال تعسفي وإخفاء قسري وتعذيب تقوم بها قوات العقيد معمر القذافي تجاه أي معارضة في طرابلس حتى الاحتجاجات السلمية. ونقلت عن شهود من مدينة طرابلس قولهم أن الأمن الليبي اعتقل عشرات المتظاهرين المعارضين ومن يشتبه في تعاونهم مع وسائل الإعلام والمنظمات الحقوقية. ووفق توضيحات المنظمة فإن عمليات القمع بدأت يوم 20 فبراير/شباط 2011 م عندما أطلقت قوات الأمن النار على متظاهرين في الساحة الخضراء وسط طرابلس، مما نتج عنه خسائر بشرية بين قتيل وجريح. ويشير شهود عيان إلى أن الكثير من الليبيين باتوا يخشون على سلامتهم في حال الاستمرار في الحديث عن تلك الانتهاكات. كما أفادت المنظمة أن لديها معلومات موثوق بها تؤكد تورط إدارة المستشفى المركزي في العاصمة الليبية طرابلس في أعمال إجرامية قد ترقى إلى جرائم ضد الإنسانية.[42]

- منظمة العفو الدولية:

1. 20/2/2011 م: دعت منظمة العفو الدولية معمر القذافي لكف يد قوات الأمن التابعة له على الفور وسط الأنباء التي تتحدث عن استخدامها للبنادق الآلية وأسلحة أخرى ما أدى لسقوط عدد كبير من الضحايا بين قتيل وجريح.[43]
2. 23/2/2011 م: اتهمت منظمة العفو الدولية مجلس الأمن الدولي والمجتمع الدولي بالتقاعس عن حماية الشعب الليبي بعد «تهديد القذافي بتطهير ليبيا من منزل إلى آخر»، ودعت إلى تجميد أرصدته.[44]
3. 25/2/2011 م: دعت منظمة العفو الدولية في بيان رسمي نشر على موقعها الإلكتروني مجلس الأمن الدولي وجامعة الدول العربية إلى إرسال بعثة فورية إلى ليبيا للتحقيق في الأحداث التي خلفت مئات القتلى في صفوف المحتجين، تمهيدا لتقديم المسؤولين عن الممارسات القاسية بحق المتظاهرين أمام المحكمة الجنائية الدولية.[45]

- الاتحاد الأوروبي: 20/2/2011 م: قالت كاثرين آشتون مسؤولة السياسة الخارجية بالاتحاد الأوروبي في بيان إن الاتحاد «يحث السلطات على ممارسة ضبط النفس والهدوء والامتناع فورا عن أي استخدام آخر للعنف ضد المتظاهرين السلميين».[46]
- جامعة الدول العربية:

1. 20/2/2011 م: دعت جامعة الدول العربية إلى الوقف الفوري لكافة أعمال العنف وعدم استخدام القوة ضد المظاهرات السلمية في الدول العربية التي تشهد مظاهرات احتجاجية للمطالبة بإصلاحات سياسية. وأعربت عن مشاعر الحزن والأسى الشديدين لسقوط الضحايا الأبرياء الذين تناقلت وسائل الإعلام أنباءهم في كل من ليبيا والبحرين واليمن.[47]
2. 20/2/2011 م: أعرب الأمين العام لجامعة الدول العربية عمرو موسى عن قلقه البالغ إزاء الأحداث الجارية في الجماهيرية الليبية، وطالب بحقن الدماء ووقف كافة أعمال العنف، متوجها بالعزاء للشعب الليبي في الشهداء الأبرار.[48]
3. 2/3/2011 م: اتفق وزراء الخارجية العرب في جلستهم المغلقة بمقر جامعة الدول العربية على الرفض القاطع لكافة أشكال التدخل الأجنبي في ليبيا وتأكيد الالتزام الكامل بالمحافظة على الوحدة الوطنية لشعب ليبيا وسيادته ووحدة وسلامة أراضيه. وندد الوزراء بالجرائم المرتكبة ضد التظاهرات والاحتجاجات الشعبية السلمية الجارية في عديد من المدن الليبية والعاصمة طرابلس والتعبير عن الاستنكار الشديد لأعمال العنف ضد المدنيين.[49]

- إيكاماوس: 20/2/2011 م: ندد التحالف الدولي لملاحقة مجرمي الحرب (إيكاوس) باستخدام العنف الممنهج ضد المتظاهرين في ليبيا، ومواجهتهم بأسلحة حربية ثقيلة مخصصة لمواجهة الآليات والمدرعات وليس المدنيين، ووصف ما يحدث في ليبيا بأنه جريمة ضد الإنسانية. واتهم التحالف في بيان مليشيات يقودها من سماه «الدكتاتور» الليبي معمر القذافي وأولاده وأفراد من عائلته بشن هجوم مباشر على السكان المدنيين بهدف إبادة وقتل كل من يعترض طريقهم. ووفقا للبيان فقد سقط حتى لحظة إعداد التقرير 519 قتيلا ونحو أربعة آلاف جريح و1500 مختطف وحالة اختفاء، وأكد البيان أن 90% من المصابين تلقوا إصابات مباشرة في الجزء العلوي من الجسد مما يعني تعمد القتل.[50]
- الاتحاد العالمي لعلماء المسلمين: 21/2/2011 م: ندد الاتحاد العالمي لعلماء المسلمين بما وصفها بـ«الأعمال الإجرامية» التي يتعرض لها المتظاهرون في ليبيا، مؤكدا تأييد الاتحاد لمطالب الشعب الليبي ووقوفه معه. ودعا الاتحاد الجيش الليبي و«قوات الأمن الشرفاء» إلى وقف «المظالم»، وحقن إراقة الدماء، وإلى حماية الشعب من الظلم والطغيان، «فهم من الشعب ولأمن الشعب، وإن من حق الشعب عليهم حمايتهم من الظلم والاعتداء».[48]
- رابطة علماء السنة: 21/2/2011 م: طالبت رابطة علماء السنة في بيان بإيقاف الكتائب الخاصة التي تقوم بإطلاق الرصاص الحي على المتظاهرين في ليبيا، وتقديم كل من أعطى الأوامر بإطلاق الرصاص الحي على المتظاهرين ومن نفذ هذه الأوامر للمحاكمة.[48]
- منظمة المؤتمر الإسلامي:

1. 21/2/2011 م: أعربت منظمة المؤتمر الإسلامي عن قلقها تجاه الأحداث الأخيرة في عدد من الدول العربية، مؤكدة أن التحديات المتنامية في المجالات السياسية والاجتماعية والاقتصادية لا يمكن التغلب عليها إلا عبر تقديم وتنفيذ إصلاحات شاملة في مختلف القطاعات.[48]
2. 23/2/2011 م: أدانت منظمة المؤتمر الإسلامي «استخدام ليبيا المفرط للعنف»، وقالت في بيان إن «عددا كبيرا من الليبيين قتلوا وأصيبوا في الهجوم العسكري على المظاهرات».[44]

- الأمم المتحدة:

1. 21/2/2011 م: قال الأمين العام للأمم المتحدة بان كي مون أنه يتعين على الزعيم الليبي وقف العنف فورا ضد المتظاهرين في بلاده، ودعا إلى حوار شامل، حسب ما أفاد به المتحدث باسمه مارتن نيسركي. وقال المتحدث أن بان أجرى محادثات «مطولة» مع القذافي على الهاتف، مضيفا أن الأمين العام أعرب عن قلقه البالغ من تصاعد العنف، وأكد ضرورة وقفه فوراً.[22]
2. 6/3/2011 م: طالب الأمين العام للأمم المتحدة بان كي مون أثناء حيثه مع وزير الخارجية الليبي موسى كوسا بوضع حد للهجمات «العشوائية» على المدنيين في ليبيا، وحذر من أن من يخالف القانون الدولي سيُجلب للمثول أمام العدالة. واتفق بان وكوسا على أن ترسل الأمم المتحدة فورا فريقا إلى طرابلس لتقييم الوضع الإنساني في ليبيا.[51]

- الإخوان المسلمون في مصر: 21/2/2011 م: استنكرت جماعة الإخوان المسلمين في مصر بشدة ما سمته العدوان الوحشي الهمجي الذي تنتهجه السلطات الليبية ضد المظاهرات السلمية، «التي تطالب باستعادة حقوقها في الحياة الكريمة والسيادة الوطنية، وتغيير النظام الدكتاتوري والجاثم فوق صدر الشعب منذ ما يزيد على 42 عاما».[48]
- حلف شمال الأطلسي:

1. 21/2/2011 م: قال الأمين العام لحلف شمال الأطلسي (ناتو) أندرس فوغ راسموسن الاثنين إنه «صدم بسبب الاستخدام العشوائي للقوة ضد المتظاهرين السلميين في ليبيا».[14]
2. 21/2/2011 م: قال حلف شمال الأطلسي (ناتو) إنه لا ينوي التدخل في ليبيا، رابطا أي خطوة من ذلك القبيل بموافقة الأمم المتحدة، ومشددا على أن أزمة ليبيا لا تمثل تهديدا له. في حين تواصلت الإدانات الدولية للنظام الليبي لاستخدامه المفرط للقوة مع المتظاهرين.[52]

- مجلس تجمع المنظمات الإسلامية في ماليزيا والتجمع الآسيوي لاتحاد علماء المسلمين: 22/2/2011 م: أدانا بشدة عمليات القتل بحق المتظاهرين في الانتفاضة الجارية في ليبيا ودعوا إلى ممارسة ضغط دولي لوقف المجازر بحق الشعب الليبي.[7]
- الإخوان المسلمون في الأردن: 22/2/2011 م: أفتت لجنة علماء الشريعة في حزب جبهة العمل الإسلامي -الذراع السياسية لجماعة الإخوان المسلمين الأردنية- بأن «المظاهرات تعبير عن إنكار المنكر باللسان، وهذا أمر مشروع بل واجب».[7]
- المنظمة الألمانية للدفاع عن الشعوب المهددة: 22/2/2011 م: أدانت المنظمة الألمانية للدفاع عن الشعوب المهددة قمع السلطات الليبية للمتظاهرين، وطالبت بطرد ليبيا من عضوية مجلس حقوق الإنسان. وقالت المنظمة الألمانية أنه «لم يعد مقبولا بعد الآن مشاركة ممثلين للنظام الليبي في مناقشات اللجنة الأممية لأوضاع حقوق الإنسان في العالم، في الوقت الذي يصدر فيه رئيس هذا النظام معمر القذافي أوامر مباشرة للقوى الأمنية الليبية وللمرتزقة الأجانب بإطلاق الرصاص الحي على المتظاهرين العزل في المدن الليبية المختلفة».[40]
- الاتحاد العام للأدباء والكتاب العرب: 22/2/2011 م: قال الاتحاد في بيان أنه ينبغي على الحكام العرب «أن يفهموا الرسالة التي توجهها لهم شعوبهم، ومفادها أن هذه الشعوب ضاقت ذرعا بالممارسات القمعية وإهدار كرامة المواطنين، وبالفساد الذي ينخر في جسد الأمة العربية، وأن الشعوب تتطلع إلى حكم ديمقراطي رشيد يعبر بها من زمن التخلف إلى آفاق أرحب من العدالة والمساواة». واعتبر اتحاد الأدباء والكتاب العرب قمع المظاهرات السلمية بأدوات الحرب، وبعضها محرم دوليا، أو محاولات الالتفاف على المطالب المشروعة للجماهير العربية، «خطأ تاريخي، ستدفع أنظمة الحكم ثمنه غاليا، فضلا عن أن التاريخ لن يتسامح في ذلك أبدا».[53]
- نيويورك تايمز: 23/2/2011 م: ناشدت صحيفة نيويورك تايمز الأميركية -في افتتاحيتها اليوم تحت عنوان «سفاح ليبيا»- مجلس الأمن بضرورة فرض عقوبات على العقيد الليبي معمر القذافي وعائلته وأزلامه الآخرين بما في ذلك تجميد ممتلكاتهم في الخارج وحظر سفرهم لمسؤوليتهم عن قمع شعبهم.[54]
- مجلس السلم والأمن: 23/2/2011 م: أدان مجلس السلم والأمن التابع للاتحاد الأفريقي «بشدة الاستخدام المفرط للقوة والأسلحة الفتاكة ضد المتظاهرين السلميين»، ووصفه بأنه «ينتهك حقوق الإنسان والقانون الدولي الإنساني ويسهم في استمرار الخسائر في الأرواح وتدمير الممتلكات». ودعا السلطات الليبية إلى ضمان توفير الحماية والأمن لمواطنيها، وأكد على «مشروعية تطلعات الشعب الليبي في تحقيق الديمقراطية والإصلاح السياسي والعدالة والتنمية الاجتماعية والاقتصادية».[44]
- منظمات حقوقية عربية: 23/2/2011 م: دعت 777 منظمة حقوقية عربية دول العالم كافة إلى عدم توفير ملاذ آمن للمسؤولين الليبيين الضالعين بارتكاب جرائم حرب وضد الإنسانية بحق الشعب الليبي، وطالبت بمحاسبتهم والحيلولة دون إفلاتهم من العقاب. وفي بيان أصدرته اليوم ووزعه مركز عمّان لدراسات حقوق الإنسان اعتبرت المنظمات أن النظام الليبي دخل مرحلة إعلان الحرب على الشعب عبر التهديد والوعيد من معمر القذافي وابنه سيف الإسلام، واللجوء إلى القصف الجوي لضرب العصيان المدني الشعبي، واستخدام القنابل اليدوية والرشاشات الثقيلة في الاعتداء على مواطنيه، وتحريك البوارج الحربية. ووقع على البيان تحالفات عربية لحقوق الإنسان، من أبرزها المنظمة العربية لحقوق الإنسان بفروعها الـ22 في الدول العربية والثلاثة في أوروبا، ومنظمات حقوقية وأهلية ومدنية في دول عربية من المحيط للخليج.[55]
- حركة شباب 6 أبريل: 24/2/2011 م: أعلنت حركة شباب 6 أبريل المصرية في بيان مساندتها الكاملة لما سمتها ثورة الأحرار في ليبيا ضد النظام الدكتاتوري الغاشم. وقالت إنها تؤيد المطالب المشروعة للشعب الليبي، وتؤيد كل «الثورات المباركة التي انطلقت من رحم القهر والذل في كل الأقطار العربية الشقيقة خاصة في ليبيا واليمن والجزائر والمغرب والبحرين».[56]
- التجمع الإعلامي الفلسطيني: 24/2/2011 م: ندد صحفيون وتجمعات فلسطينية تعنى بالدفاع عن الحريات بما أسمته عمليات الخطف والاعتداء والتضييق التي يمارسها نظام العقيد معمر القذافي على الصحفيين الليبيين. واستنكر التجمع الإعلامي الفلسطيني ما يتعرض له الإعلاميون الليبيون من قتل وخطف واعتداء وتضييق من قبل نظام القذافي، أثناء ممارستهم لعملهم الصحفي.[57]
- منظمة العمل الدولية: 24/2/2011 م: دعا المدير العام لـمنظمة العمل الدولية خوان سومافيا في بيان رسمي السلطات الليبية إلى وضع حد فوري لأعمال القتل والعنف ضد المتظاهرين المناهضين لحكم القذافي الذين يمارسون حقوقهم المشروعة في حريّة التعبير والتجمّع.[45]
- مجلس حقوق الإنسان: 25/2/2011 م: أدان مجلس حقوق الإنسان التابع للأمم المتحدة اليوم عمليات القتل الواسعة والاستخدام المفرط للقوة الذي استخدمته السلطات الليبية ضد المظاهرات الشعبية، ودعا المجتمع الدولي إلى التحرك لوقف إراقة الدماء. وقالت مفوضة الحقوق في المجلس نيفي بيلاي إن آلاف الأشخاص قد سقطوا بين قتيل وجريح في هذه المظاهرات، بعد أن استهدفهم أنصار الزعيم الليبي معمر القذافي بإطلاق الرصاص على الرأس أو الصدر.[41]
- منظمة الشفافية الدولية ومنظمة شيربا: 25/2/2011 م: أعلنت منظمتان غير حكوميتين في فرنسا -وهما منظمتا شيربا والفرع الفرنسي لمنظمة الشفافية الدولية- تقديم دعوى قضائية تطالب السلطات الفرنسية بتحديد كل الأصول المالية التي يملكها الزعيم معمر القذافي وعائلته والمقربين منه في البلاد، وحثت السلطات على تجميدها في حال وجودها تحسبا لاحتمال نقلها إلى جهات أخرى غير متعاونة قد ترفض إعادتها إلى الشعب الليبي. وذكرت منظمة الشفافية الدولية في فرنسا أن مصادر عدة تشير إلى أن ثروة القذافي تقدر بمليارات من اليورو ناتجة عن عائدات النفط والغاز ومن قطاع الاتصالات والبنى التحتية ووسائل الإعلام.[45]
- الملتقى الأفريقي لحقوق الإنسان: 25/2/2011 م: استنكر علي تين رئيس الملتقى الأفريقي لحقوق الإنسان (وهو أكبر منظمة حقوقية في غرب أفريقيا) استخدام القوة المفرطة ضد الشعب الليبي في مظاهراته السلمية. وانتقد بشدة استخدام الأسلحة الثقيلة والطائرات «لإبادة المتظاهرين العزل». وطالب الحقوقي السنغالي الرؤساء الأفارقة بكسر جدار الصمت والانحياز لخيار الشعب الليبي.[36]
- مجلس التعاون الخليجي: 26/2/2011 م: طالبت دول مجلس التعاون الخليجي المجتمع الدولي ومجلس الأمن بمحاسبة المتورطين في الأحداث الدامية التي تشهدها ليبيا. ودعا البيان المؤسسات الدولية لاتخاذ الإجراءات اللازمة وتقديم المساعدات الإنسانية ووقف حمام الدم والعمل على منع الاستخدام المفرط للقوة، وحماية المدنيين والسماح لهم بالتظاهر السلمي والتعبير عن آرائهم بكل حرية كما تكفل ذلك الشرائع السماوية والمواثيق الدولية.[25]

## شخصيات عالمية
- يوسف القرضاوي:

1. 20/2/2011 م: قال رئيس الاتحاد العالمي لعلماء المسلمين الشيخ يوسف القرضاوي أن الطاغية معمر القذافي انتهى ولم يعد له بقاء. وأضاف في اتصال هاتفي مع الجزيرة من القاهرة «لقد زال القذافي بما سفك من الدماء الطاهرة لأبناء الشعب الليبي وقد لفظه شعبه، وهؤلاء الطغاة لا بقاء لهم». وتابع: «ما أصاب بن علي، ومبارك سيصيب القذافي، وأقول له ارحل كما رحل مبارك، لا بل يجب أن يحاكمه الشعب الليبي وتظهر عوراته».[58]
2. 21/2/2011 م: (القرضاوي يفتي بقتل القذافي): أفتى رئيس الاتحاد العالمي لعلماء المسلمين الشيخ يوسف القرضاوي بقتل الطاغية الليبي معمر القذافي بسبب قتله أبناء شعبه عن طريق قصفهم بالطائرات واستخدام المرتزقة الأجانب لقتلهم. وطالب القرضاوي قادة وضباط وجنود الجيش الليبي بـ«ألا يسمعوا ولا يطيعوا أوامر القذافي بقتل أبناء شعبهم لأن السمع والطاعة هنا حرام، فلا طاعة لمخلوق في معصية الخالق». وقال القرضاوي «أصدر الآن فتوى بقتل القذافي. أي ضابط أو جندي أو أي شخص يتمكن من أن يطلق عليه رصاصة فليفعل، ليريح الليبيين والأمة من شر هذا الرجل المجنون وظلمه». وأضاف «لا يجوز لأي ضابط أن يطيع هذا الرجل في المعصية والظلم والبغي على العباد».[59]

- الصادق الغرياني: 20/2/2011 م: قال العلامة الليبي الشهير الدكتور صادق الغرياني إن ما يحدث الآن في ليبيا «شيء لا يحتمل ولا يمكن السكوت عليه، حيث يضرب النظام الليبي المتظاهرين بأسلحة مضادة للطائرات».[7]
- سلمان العودة: 21/2/2011 م: قال الداعية السعودي سلمان العودة «إن الحاكم الذي يستمرئ قتل شعبه غير جدير بحكمهم»، واستنكر «المجازر الشنيعة المفجعة» التي أقدمت عليها جهات أمنية وأخرى متصلة بها التي راح ضحيتها المئات من الأبرياء «ممن نحتسبهم عند الله من الشهداء».[48]
- أحمد الطيب: 21/2/2011 م: ناشد شيخ الأزهر أحمد الطيب «قادة الأمة حكاما وعلماء وعقلاء إيقاف هذه المذابح البشرية فورا، وحقن دماء الشعب الأعزل، والاستجابة لمطالبه المشروعة وحقه في الحرية والعدالة والعيش الكريم». وأضاف موجها كلامه للحكام في معرض تعليقه على الأحداث في ليبيا «لا تقتلوهم من أجل المطالبة بحقوقهم، فمن قتل دون حقه فهو شهيد، كما يقول النبي صلى الله عليه وسلم».[48]
- محمد الحسن الددو: 21/2/2011 م: استنكر العلامة الموريتاني الشيخ محمد الحسن الددو ما يجري من جرائم «منكرة لا يجوز السكوت عليها في ليبيا». وقال إن على المسلمين في مشارق الأرض ومغاربها إنكار ذلك و«التحرك لحماية المسلمين العزل في ليبيا».[60]
- روبرت فيسك: 22/2/2011 م: شن الكاتب البريطاني روبرت فيسك هجوما شرسا على العقيد الليبي معمر القذافي ووصفه بأقذع وأقسى الصفات، وقال إن «الدكتاتور القاسي والمتكبر والمغرور أوغل في سفك دماء الليبيين وإنه يترنح وربما هرب إلى الخارج». وقال الكاتب إن «القذافي بات مطاردا من جانب أبناء وبنات الشعب الليبي الغاضبين وإنه سينخلع لا محالة، ويلحق بسلفيه كل من الدكتاتور المخلوع زين العابدين بن علي والدكتاتور المخلوع حسني مبارك». وقال إن القذافي الذي شغل عقول الناس عبر عقود بمسرحياته الهزلية بات الآن في آخر أيامه يقود مسرحية دموية ضد أبناء وبنات الشعب الليبي، مضيفا أنه يتسبب في مجازر وحمامات من الدم في البلاد، وأنه يعيش حالة من اليأس وهو يترنح في آخر أيام حكمه. وأشار إلى ماضي القذافي وطرده الفلسطينيين من ليبيا وإلى تصرفاته المختلفة وتبذيره أموال الشعب الليبي في قضايا خارجية متعددة مثل دعمه الجيش الإيرلندي وغير ذلك من القضايا ودعمه وإثارته النعرات في العالم.[61]
- جون كيري: 22/2/2011 م: حذر السيناتور الأميركي جون كيري (الذي يرأس لجنة الشؤون الخارجية في مجلس الشيوخ الأميركي), واعتبر كيري أن «الاستخدام المفرط للقوة الذي يبديه القذافي ينبغي أن ينذر بنهاية النظام نفسه».[62]
- فيدل كاسترو: 22/2/2011 م: أعرب الزعيم الكوبي فيدل كاسترو (الذي تربطه صداقة قديمة بالقذافي) عن اعتقاده بأن الولايات المتحدة وبمساعدة حلف شمال الأطلسي (ناتو) ستحتل ليبيا على خلفية الاضطرابات.[62]
- مثقفون وفنانون سوريون: 22/2/2011 م: أصدر أكثر من 130 مثقفا وفنانا سوريا بينهم دريد لحام وغسان مسعود ومحمد ملص بيانا شجبوا فيه «بأقصى ما يكون الشجب سعار هذا النظام الدكتاتوري» في ليبيا الذي «تحول إلى نيرون»، مؤكدين وقوفهم إلى جانب الشعب الليبي من «أجل بناء دولة مدنية ومجتمع الحرية والديمقراطية». ومن الموقعين على البيان الباحثون والأكاديميون محمد جمال باروت وقاسم المقداد ونوفل نيوف وكريم أبو حلاوة وأحمد جاسم الحسين وعدنان كنفاني. والأدباء نزيه أبو عفش وحيدر حيدر ونبيل سليمان وفواز حداد وممدوح عزام وحازم العظمة وحمزة برقاوي وتاج الدين موسى وعادل محمود وخيري الذهبي. كما وقع عليه المخرجون حاتم علي والليث حجو وأسامة محمد والفنانون التشكيليون يوسف عبدلكي ومنير الشعراني وإدوار شيدا وفادي العساف والممثلون نضال السيجري وكندة علوش وأمل عمران بالإضافة إلى الموسيقي غزوان زركلي.[53]
- عكرمة صبري: 23/2/2011 م: قال رئيس رابطة علماء فلسطين الشيخ عكرمة صبري أن "المجازر التي تحصل في ليبيا تتعارض مع أبسط قواعد الشريعة الإسلامية وتتعارض مع ما أمرنا به الرسول محمد من حفظ دماء المسلمين، وتتعارض مع جميع القوانين والأعراف الدولية والإنسانية.[63]
- حامد البيتاوي: 23/2/2011 م: أدان الشيخ حامد البيتاوي «ما يرتكبه العقيد الليبي من جرائم ضد أبناء شعبه»، وقال إنهم بصفتهم رابطة لعلماء فلسطين يؤيدون الشعب الليبي في ثورته ضد «الطاغوت والمتسلط وأزلامه». ورفض مبررات القذافي للإقدام على مثل هذه الجرائم. ورفض البيتاوي الصمت الدولي والعربي تجاه «مجازر النظام الليبي» بحق شعبه.[63]
- حسن خاطر: 23/2/2011 م: اعتبر الأمين العام للهيئة الإسلامية المسيحية الفلسطينية الدكتور حسن خاطر ما يجري بحق الشعب الليبي جريمة لا يجب السكوت عليها، وطالب بتدخل دولي لإيقاف ما سماها الجرائم والمجازر. وقال أن الفلسطينيين، مسلمين ومسيحيين، يقفون إلى جانب الشعب الليبي ويعتبرون أن «ما يجري هو جريمة بكل المقاييس وعدوان على حق الليبيين في التظاهر والمطالبة بحقوقهم التي كفلها الشرع والقانون الدولي والإنساني وفي قول كلمتهم في مصيرهم وقيادتهم وثرواتهم».[63]
- توني بلير: 25/2/2011 م: طلب رئيس الوزراء البريطاني السابق توني بلير من الزعيم الليبي معمر القذافي في اتصال هاتفي سري، الكف عن قتل المتظاهرين الثائرين عليه. وأوضحت صحيفة ذي إندبندنت البريطانية أن بلير أجرى اتصالين هاتفيين سرا بالقذافي يوم الجمعة الماضي، وهو اليوم الذي شهد ظهور القذافي مناشدا مؤيديه المخلصين «الدفاع عن البلاد» في وجه الثورة و«سحق الأعداء» الواقفين وراءها.[64]
- أحمد الطيب (شيخ الأزهر): 26/2/2011 م: أصدر شيخ الأزهر أحمد الطيب بيانا شديد اللهجة قال فيه إن «النظام الليبي قد فقد كل شرعية، وحكمه الآن هو حكم الغاصب المعتدي المتسلط على الناس ظلما وعدوانا، لما قام به من إراقة دماء شعبه للحفاظ على سلطان زائل، ولما يقوم به وأعوانه من جرائم شنعاء ضد شعبه». ودعا كل المسؤولين الليبيين وضباط الجيش الليبي وجنوده إلى رفض طاعة النظام في إراقة دماء الشعب الليبي واستحلال حرمته، «وإلا أصبحوا شركاء له في الجرم يُؤخذون به في الدنيا والآخرة».[65]
- سميح القاسم: 27/2/2011 م: أدان الشاعر الفلسطيني الكبير سميح القاسم ما يرتكبه النظام الليبي من «قمع ومجازر» ضد مواطنيه وحقهم في حرية الرأي والتعبير، كاشفا أنه رفض زيارة الجماهيرية بناء على دعوة شخصية وجهها له الزعيم الليبي معمر القذافي قبل أسابيع قليلة.[66]
- صالح اللحيدان: 28/2/2011 م: أعلن عالم الدين السعودي البارز وعضو هيئة كبار العلماء الشيخ صالح اللحيدان تأييده المتظاهرين الليبيين ودعاهم إلى حقن الدماء وحفظ الأمن، وإلى إزاحة العقيد معمر القذافي الذي قال إنه لا يرى أنه حاكم مسلم. ويأتي هذا الموقف من الشيخ السعودي مخالفا لما قد أعلنه قبل أيام فقط وفقاً لنص صوتي منسوب إليه يقول فيه بعدم شرعية المظاهرات.[67]
- مثقفون وأدباء فلسطينيون: 1/3/2011 م: أصدر مثقفون وكتّاب وأدباء فلسطينيون بيانا أيدوا فيه «ثورة الشعب الليبي» ضد العقيد معمر القذافي. وأدان الموقعون على البيان ما وصفوها بأنها «جريمة بحق الإنسانية» يقوم بها نظام العقيد من خلال عمليات القتل والتخريب المتعمد ومحاولة تقسيم البلاد. ومن بين الموقعين على البيان: يحيى يخلف، أسعد الأسعد، أحمد رفيق عوض، غسان زقطان، أكرم مسلم، عبد الناصر النجار، وائل مناصرة، زياد خداش، عبد الرحمن أبو شمالة، رائد الدبس.[68]